# Albert Wiggins
Albert Marcus Wiggins (Pittsburgh, 27 maggio 1935 – Pittsburgh, 1º giugno 2011) è stato un nuotatore statunitense.
Ha partecipato ai Giochi di Melbourne 1956, gareggiando nei 100m dorso.
Ha detenuto il record mondiale dei 100 m farfalla dal 2 aprile 1955 al 26 maggio 1957 (1:01.5).
Nel 1994 è stato inserito nella International Swimming Hall of Fame come "Honor Swimmer".